# Warodia rigida
Warodia rigida är en insektsart som beskrevs av Zhang och Huang 2007. Warodia rigida ingår i släktet Warodia och familjen dvärgstritar. Inga underarter finns listade i Catalogue of Life.